# 日高利昭
日高 利昭（ひだか としあき、1933年（昭和8年）12月12日 - 2012年11月）は、日本の歌手、ギタリスト。東京都出身。血液型はA型。
アロハハワイアンズ退団後、1953年（昭和28年）に和田弘と山口銀次と共にハワイアンバンドの山口銀次とマヒナスターズ（後の和田弘とマヒナスターズ）を結成。ギターを担当。また、時々、自身で歌うこともあった。ギターの腕前も評判がよかった。
2002年のマヒナ分裂後も残留したが、同年12月に退団し、2003年から多岐川令子とサナレイを結成し活動していた。
2012年11月、死去。78歳没。死去と同時に、サナレイとの活動も解散となった。これにより、残りのメンバーは、山田競生ただ一人となっていたが、2022年に死去していたことが判明。これにより、マヒナのオリジナルメンバーは全員が鬼籍に入ることとなった。